# Ernst Sander (SS-Oberscharführer)
Ernst Sander, fram till 1940 Ernst Sabinski, född 14 mars 1916 i Qingdao, död 1990, var en tysk SS-Oberscharführer. Under andra världskrigets senare del var han posterad vid Gestapo i Niedersachswerfen. Sander förhörde och torterade fångar i koncentrationslägret Mittelbau-Dora och ett av dess satellitläger, Boelcke-Kaserne.
Vid Dora-rättegången i Essen (1967–1970) dömdes Sander till åtta och ett halvt års fängelse för medhjälp till mord.